# 행복한백화점
1999년 12월 3일 대한민국 정부에서 건립한 유일한 백화점으로 공공기관인 중소기업유통센터에서 운영하는 백화점이다.
우리나라를 대표하는 품질이 우수한 중소기업제품의 판로지원을 위해 운영하고 있다.

## 연혁
- 1999년 12월 행복한세상백화점 오픈
- 2006년 4월 메가박스 영화관 오픈
- 2008년 12월 제13회 백화점부분 한국유통대상 수상(대한상공회의소 주최)
- 2012년 8월 행복한세상백화점에서 '행복한백화점' 명칭변경
- 2014년 10월 중소기업전용판매장 BI 변경 'IM SHOPPING'
- 2021년 4월 소상공인 전용 라이브스튜디오 운영
- 2022년 1월 'IM SHOPPING' BI 변경 '판판샵'
- 2022년 5월 행복한백화점 모바일 APP 출시

## 층별안내
- 지하1층 : 킴스클럽 행복한백화점목동점
- 1층 : F&B(식음료), 화장품, 패션잡화
- 2층 : 영캐주얼, 미씨, 엘레강스
- 3층 : 남성패션, 레포츠, 아동
- 4층 : 판판샵, 고객센터, 라이브스튜디오, 리빙
- 5층 : 식당가(백년가게 등)
- 6층 : 메가박스

## 멤버스 카드
해피보너스카드